# Halopteris zygocladia
Halopteris zygocladia är en nässeldjursart som först beskrevs av V.S. Bale 1914.  Halopteris zygocladia ingår i släktet Halopteris och familjen Halopterididae. Inga underarter finns listade i Catalogue of Life.